# Leipnik-Lundenburger
Die Leipnik-Lundenburger Invest Beteiligungs AG (kurz LLI) ist eine Holdinggesellschaft mit Sitz in Wien, die mit ihren Unternehmensgruppen GoodMills Group in den Segmenten Mehl und Mühle sowie mit Café+Co im Bereich Vending tätig ist. Sowohl bei Mehl als auch im Bereich Vending ist die LLI Marktführer in Österreich. Weiters ist die LLI an der Agrana (durchgerechnet 10,2 %), dem deutschen Zuckerhersteller Südzucker (durchgerechnet 2,2 %) und dem Agrarhandelskonzern BayWa (durchgerechnet 10,1 %) beteiligt. Haupteigentümer der LLI sind die Raiffeisen-Holding Niederösterreich-Wien reg.Gen.mbH mit 50,05 % sowie die Raiffeisen Bank International mit 33,06 %. Weitere Eigentümer sind Uniqa Insurance Group mit 10,0 % und der Rübenbauernbund für Niederösterreich und Wien eGen mit 6,89 %.
Bekannt ist LLI durch die Mehlmarken Fini’s Feinstes und Farina, mit denen das Unternehmen in Österreich Marktführer ist.

## Geschichte
Die LLI wurde 1867 als Produktionsgesellschaft für Zucker aus Zückerrüben in Leipnik in Mähren (auf dem Gebiet der heutigen Tschechischen Republik) gegründet. Gründer der Leipniker Rübenzuckerfabrik AG waren Alfred Skene und der erste Präsident der Fabrik, August von Skene sowie Alexander von Schoeller, der die finanzielle Leitung übernahm. Gründeraktionär Robert Schorisch wurde technischer Leiter. Die Finanzierung wurde über das Bankhaus Schoeller abgewickelt. 1871 wurde in Lundenburg, einem wichtigen Bahnknotenpunkt, ein Grundstück zur Errichtung einer weiteren Produktionsstätte gefunden.
Unter Sir Paul Eduard von Schoeller gelang der Aufschwung und nach der Erstnotiz an der Wiener Börse 1893 etablierte sich das Unternehmen als eines der führenden Unternehmen der Zuckerbranche in der damaligen österreichischen Monarchie.
1902 ging die Zuckerfabrik in Leopoldsdorf in Betrieb. Auf Initiative von Paul Eduard von Schoellers Nachfolger und Direktionsmitglied des Unternehmens, Robert Schoeller, und dessen Schwager sowie Präsident, Richard von Skene, kamen im Jahre 1911 die zur Lundenburger Zuckerraffinerien AG zusammengefassten Zuckerfabriken in Lundenburg, Wschetul und Kwassitz zur Leipniker Rübenzuckerfabrik AG hinzu. Kwassitz wurde geschlossen und die Verarbeitung nach Wschetul verlegt. 1926 fand die Fusion mit der Dürnkruter Zuckerfabrik AG statt, von der ab 1914 Anteile erworben wurden. 1939 verkaufte die Leipnik-Lundenburger ihre erst 1936 erworbene Beteiligung an der Zuckerfabrik Tulln, die von den österreichischen Zuckerfabriken gemeinsam gegründet wurde.
Nach dem Zweiten Weltkrieg begann das Unternehmen zu diversifizieren. Gleichzeitig mit einer sukzessiven Verringerung ihres Engagements in der Zuckerindustrie erweiterte die LLI ihre Beteiligungen in der österreichischen Mühlenwirtschaft sowie der Firma Delikomat im Heißgetränkeautomatengeschäft (Vending). 1978 wurde die Erste Wiener Walzmühle Vonwiller, Schoeller KG in Schwechat zugekauft, deren langjähriger Gesellschafter Philipp von Schoeller anschließend von 1981 bis 1988 Präsident der Leipnik-Lundenburger wurde.
1977/78 wurden die Betriebe in Hohenau, Leopoldsdorf und Dürnkrut in der neu gegründeten SUGANA Zucker Ges.m.b.H. eingebracht.
Ende 1979 änderte sich die Eigentümerstruktur der LLI, deren größtes Aktienpaket im Besitz von Schoeller & Co. war. Die offene Handelsgesellschaft wurde angesichts des zunehmend schwieriger werdenden Bankgeschäfts in eine Aktiengesellschaft umgewandelt. Die Schoeller Holding AG wurde vorgeschaltet, an dieser beteiligte sich die Genossenschaftliche Zentralbank, die heutige Raiffeisen Zentralbank (RZB). Der Aktienbesitz der LLI wanderte in die Schoeller Holding AG.
Aufgrund von Problemen mit dem Handelshaus Gebrüder Schoeller musste die Familie Schoeller, die bis dahin die Mehrheit an der Holding hielt, den Großteil der Aktien verkaufen. Nach der Schließung der Zuckerfabrik in Bruck an der Leitha und einem zunehmend schwieriger werdenden Zuckermarkt fassten die Gesellschafter der Sugana Zucker Ges.m.b.H. den Beschluss einer raschen Fusion mit der zur Raiffeisen gehörenden Tullner Zuckerfabrik. Nach der Stilllegung weiterer Zuckerwerke in Siegendorf und Enns konzentrierte sich die Zuckererzeugung in Österreich auf die Standorte Hohenau, Leopoldsdorf und Tulln. Im November 1989 wurde die Fusion wirksam und die Agrana Beteiligungs AG wurde gegründet.
Die Aktien der LLI wurden im Geschäftsjahr 2001/02 von der Börse genommen. Mit der Marktöffnung der ehemaligen kommunistischen Nachbarländer begann die LLI ihre Expansion im Ausland.
Die Anteile von 11,34 % an der Casinos Austria wurden am 26. Juli 2015 an Novomatic verkauft.
Josef Pröll wurde im Juli 2011 in den Vorstand des Unternehmens bestellt und nimmt die Funktion des Generaldirektors wahr. Kurt J. Miesenböck ist seit 2007 im Vorstand der LLI, Michael Kafesie seit 2015.

## Geschäftstätigkeit
Die LLI erzielte im Geschäftsjahr 2013/14 einen Umsatz von rund 1,01 Mrd. Euro, davon 84 % durch die internationalen Tochtergesellschaften erwirtschaftet. Im Segment Mehl & Mühle wurden Umsatzerlöse von 843 Millionen Euro erzielt, im Segment Vending konnten Umsatzerlöse von 165 Millionen Euro erwirtschaftet werden. Insgesamt beschäftigt die LLI über 3.600 Mitarbeiter an 47 Standorten.
Die Geschäftstätigkeit der LLI gliedert sich in drei Segmente: den Bereich Mehl & Mühle mit der GoodMills Group, den Bereich Vending mit der café+co International Holding und das Segment „Sonstige“.

### GoodMills Group
In der Holding GoodMills Group GmbH mit Sitz in Wien bündelt der LLI-Konzern seit dem Geschäftsjahr 2007/08 sämtliche Mühlenaktivitäten. Die GoodMills Group verantwortet 25 Mühlen in sieben Ländern. Mit einer Vermahlung von insgesamt 2,7 Millionen Tonnen Getreide und einem Umsatz von 850 Millionen Euro im Geschäftsjahr 2013/14 ist die GoodMills Group Marktführer in Europa und weltweit unter den Top 4 der Mühlenbranche. Die Tochtergesellschaften der GoodMills Group befinden sich in Österreich, Deutschland, Polen, Tschechien, Ungarn, Rumänien und Bulgarien. Insgesamt sind unter der Mühlenholding GoodMills Group 2.300 Mitarbeiter beschäftigt.

#### GoodMills Group in Europa
- Ungarn: GoodMills Magyarórszag Zrt. (99,9654 %)
- Rumänien: GoodMills Romania SA (100 %)
- Bulgarien: GoodMills Bulgaria EAD (100 %)
- Tschechien: GoodMills Cesko a.s. (100 %) mit Anteilen an Delta Mlýny (100 %) und AMPA (10 %)
- Deutschland: GoodMills Deutschland GmbH (100 %) mit Anteilen an Aurora Mühle Hamburg GmbH (insgesamt 95 % über GoodMills Deutschland und Kampffmeyer Mühlen GmbH), Kampffmeyer Mühlen (100 %), VK Beteiligungsgesellschaft mbH (100 %) und Müller’s Mühle (100 %)
- Polen: MAZ Beteiligungs GmbH (100 %), mit Anteilen an GoodMills Polska (100 %), GoodMills Polska Grodzisk Wielkopolski (64 %) und GoodMills Polska Kutno (60 %)

#### GoodMills Österreich
GoodMills Österreich ist die größte heimische Mühlengruppe und beschäftigt 125 Mitarbeiter an den Standorten Schwechat, Rannersdorf und Graz-Raaba. Jährlich vermahlt die Gruppe rund 200.000 Tonnen Getreide. Das Paketmehlsortiment für den Haushalt umfasst Fini’s Feinstes, das in Österreich mit ca. 27 % Marktanteil Marktführer ist, sowie Küchenperle, Eselmehl und Farina, die als Regionalmarken in ihren Verbreitungsgebieten Marktführer sind.
Geschichte
1871 gründete Emil Vonwiller die erste Vonwiller-Mühle am Wiener Handelskai. Ende des 19. Jahrhunderts wurde die Mühle von der Industrie- und Bankengruppe Schoeller & Co. übernommen und mit anderen Wiener und niederösterreichischen Mühlen zur Getreide AG fusioniert. Während des Zweiten Weltkriegs wurde die Mühle am Handelskai zerstört und nie wieder aufgebaut. Daher wurde Schwechat zum Hauptstandort. Im Jahr 2000 erwarb Vonwiller zwei weitere Mühlen in Graz und Rannersdorf.

### café+co International Holding
Die café+co International Holding GmbH ist der wichtigste Akteur im Automaten-Catering in Österreich und Zentral- und Osteuropa. Sie betreibt Espressomaschinen und Automaten für Heißgetränke, Kaltgetränke sowie Snacks und führt Betriebsrestaurants. 11 operative Tochtergesellschaften betreiben rund 72.000 Verpflegungsstationen. Die Gruppe ist neben Österreich in Deutschland, Polen, Rumänien, Serbien, Slowakei, Slowenien, Tschechien und Ungarn tätig. Café+co verwendet Fairtrade-Kaffee und ist Mitglied der Rainforest Alliance sowie Träger des Staatswappens der Republik Österreich und Mitglied der Leitbetriebe Austria.